# Tranosema variabile
Tranosema variabile är en stekelart som beskrevs av Horstmann 2008. Tranosema variabile ingår i släktet Tranosema och familjen brokparasitsteklar. Inga underarter finns listade i Catalogue of Life.